# مارك دونبار
مارك دونبار (بالإنجليزية: Mark Dunbar) هو مصارع رياضي بريطاني، ولد في 1 يونيو 1961 في بلاكبرن في المملكة المتحدة.

## وصلات خارجية
- مارك دونبار على موقع قاعدة بيانات المصارعة الدولية (الإنجليزية)
- مارك دونبار على موقع أوليمبيديا (الإنجليزية)
- مارك دونبار على موقع اتحاد ألعاب الكومنولث (مؤرشف) (الإنجليزية)